# اکس‌وای‌زد فیلمز
اکس‌وای‌زد فیلمز (انگلیسی: XYZ Films) یک شرکت تولید و فروش مستقل فیلم آمریکایی است که در سال ۲۰۰۸ توسط آرام ترتزاکیان، نیت بولوتین و نیک اسپایسر تأسیس شد، و مقر آن در لس آنجلس است.
طبق مقاله‌ای از ورایتی این کمپانی از سال ۲۰۰۹ مجوز بیش از ۲۰۰ فیلم را صادر کرده است. 